# Élections en Argentine
Au niveau national, l'Argentine possède un système présidentiel, dans lequel le président est élu tous les quatre ans et le Congrès de la nation est renouvelé tous les deux ans. La constitution mentionne dans son premier article que le système gouvernemental est « représentatif, républicain et fédéral ». Du fait de son fédéralisme le pays réalise deux types d'élections :

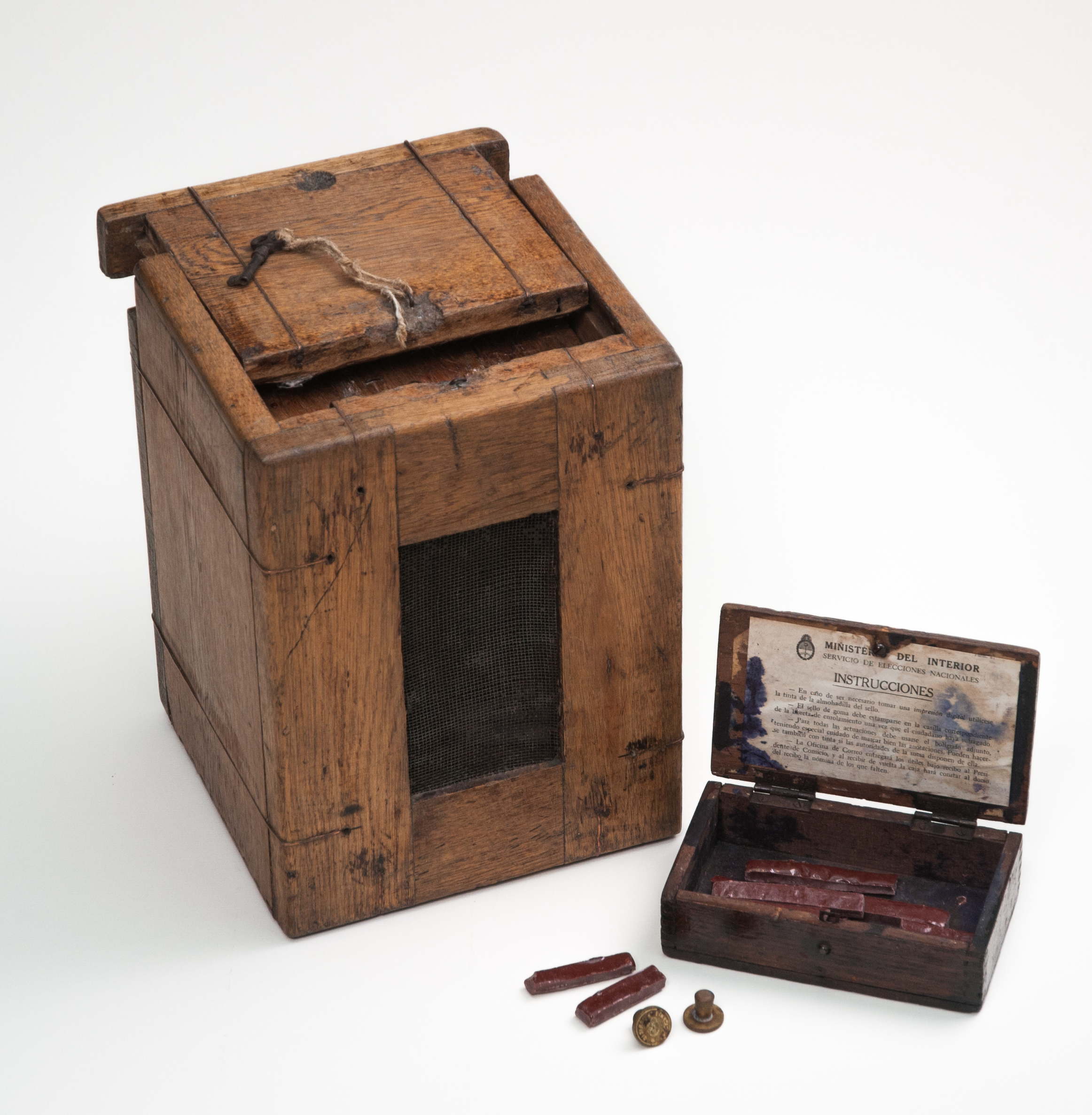
Urne utilisée pendant les élections de 1916

- les élections nationales pour élire le système fédéral formé :
• du pouvoir exécutif composé du président et du vice-président,
• du pouvoir législatif composé du Sénat et de la Chambre des députés,
- les élections provinciales pour élire le système provincial formé :
• du pouvoir exécutif provincial
• du pouvoir législatif provincial

(Dans les faits, le fédéralisme est relatif, pour ne pas dire un vœu pieux, car le Président et ses ministres à Buenos Aires (capitale fédérale) distribuent les fonds de l'État et décident les travaux d'infrastructure à leur discrétion, rendant inégale une péréquation à géométrie variable qui dépend souvent de l'affinité avec le gouvernement central ou des intérêts politiques du moment.)

## Présidentielles
Le président de la Nation argentine (Presidente de la Nación Argentina) et le vice-président sont élus au suffrage universel direct, pour un mandat de quatre ans renouvelable une fois au sein d'une candidature commune, dite « ticket ». L'élection a lieu par le biais d'une version modifiée du scrutin uninominal majoritaire à deux tours. Si aucun candidat n'obtient 45 % des suffrages exprimés lors du premier tour, ou 40 % des voix avec au moins dix points d'avance sur celui arrivé en deuxième position, un second tour est organisé, dans les trente jours, entre les deux candidats arrivés en tête. Est alors élu celui qui reçoit le plus grand nombre de suffrages.

## Parlement

### Chambre
La Chambre des députés (Cámara de Diputados) est la chambre basse du parlement bicaméral d'Argentine. Elle est dotée de 257 sièges pourvus pour des mandats de quatre ans renouvelés tous les deux ans. Le système électoral mis en œuvre est celui du scrutin proportionnel plurinominal à la plus forte moyenne, selon la méthode d'Hondt dans 24 circonscriptions électorales plurinominales correspondants aux vingt-trois provinces de l'Argentine plus Buenos Aires. Le nombre de sièges par circonscription varie selon leur population. Un seuil électoral de 4 % des suffrages exprimés au niveau national est requis pour que les listes de candidats puissent se voir attribuer des sièges.
La Chambre des députés est renouvelable par moitié. Ce sont donc la moitié des 257 sièges qui sont mis en jeu à chaque élection organisée tous les deux ans. Les élections alternent ainsi entre 130 sièges mis en lice et 127 sièges la fois suivante.

### Sénat
Le Sénat, chambre haute du parlement, est quant à lui doté de 72 sièges pourvus pour des mandats de six ans, renouvelables par tiers tous les deux ans dans les mêmes circonscriptions que les députés, selon une version modifiée du scrutin majoritaire à un tour. Dans ces vingt quatre circonscriptions plurinominales de trois sièges chacune, deux sièges sont attribués à la liste arrivant en tête, et le troisième à celle arrivée deuxième.
Le Sénat est renouvelable par tiers. Ce sont donc un tiers des 72 sièges qui sont mis en jeu à chaque élection organisée tous les deux ans, soit 24 sièges. Le scrutin n'a par conséquent lieu que dans un tiers des circonscriptions à chaque élection.

## Dispositions communes
Le droit de vote s'acquiert à 16 ans, et est obligatoire pour tous les citoyens âgés de 18 à 70 ans, à quelques exceptions près (maladie, éloignement des bureaux de vote). L'abstention est sanctionnée par une amende d'un montant variant entre 50 et 500 pesos argentins, et par l'interdiction d'occuper des fonctions ou des emplois publics pendant trois ans.